# L'Heuristique
L'Heuristique est le journal étudiant de l'École de technologie supérieure (ÉTS) à Montréal.
Il est fondé en 1993 par l'Association étudiante de l'ÉTS sous le nom JETS. À partir de 2013, les numéros sont publiés simultanément en version papier et en ligne. En 2014, à la suite d'un concours lui cherchant un nouveau nom, il devient L'Heuristique. En décembre 2020, L'Heuristique annonce être incapable de trouver une relève et cesse ses activités.
Tous les numéros sont gratuits et peuvent être consultés sur son site internet.